# Hallucinogen (artist)
Hallucinogen är artistnamnet för den brittiska musikern Simon Posford (född 1971 i Chobham). Hallucinogen producerar Elektronisk musik och framförallt Goa Trance, genren som senare utvecklats till psychedelic trance (eller psytrance). Hallucinogens första album Twisted (1995) var en av de främsta skivorna som kom att definiera musikstilen psychedelic trance.
Förutom Hallucinogen har Simon Posford deltagit i en mängd olika projekt med andra musiker som till exempel Shpongle, Celtic Cross, Mystery Of The Yeti och Younger Brother. Hans stora bredd och experimenterande inom genren har gjort honom till en legend inom psytrance-kretsar.
Simon Posford växte upp i byn Chobham, England. När Posford gick i den närliggande skolan Woodcote School började han spela keyboard i sitt första band Electric Light Failure.
Simon Posford startade även skivbolaget Twisted Records, som är ett av de största skivbolagen inom genren psychedelic trance.

## Diskografi
- Twisted (1995)
- The Lone Deranger (1997)
- In Dub (2002)